# Ann Sydney
Ann Sydney (sinh 27 tháng 3 năm 1944) là một hoa hậu của Anh. Bà đoạt danh hiệu Hoa hậu Thế giới năm 1964 được tổ chức tại Luân Đôn. Bà đã trở thành người phụ nữ Anh thứ hai đoạt danh hiệu Hoa hậu Thế giới.
Sau cuộc thi Hoa hậu Thế giới, Ann làm việc cho một hãng truyền hình nhỏ và có tham gia đóng trong một vài bộ phim.
| Tứ đại Hoa hậu (1964)           | Tứ đại Hoa hậu (1964)       | Tứ đại Hoa hậu (1964)               | Tứ đại Hoa hậu (1964)     |
| ------------------------------- | --------------------------- | ----------------------------------- | ------------------------- |
| Hoa hậu Hoàn vũ Corrinna Tsopei | Hoa hậu Thế giới Ann Sydney | Hoa hậu Quốc tế Gemma Guerrero Cruz | Hoa hậu Trái đất không có |